# Polanećke (obwód czerkaski)
Polanećke (ukr. Полянецьке) – wieś na Ukrainie, w obwodzie czerkaskim, w rejonie humańskim. W 2001 liczyła 1291 mieszkańców, wśród których 1267 jako ojczysty język wskazało ukraiński, 20 rosyjski, 1 mołdawski, 2 białoruski, a 1 polski.